# Brigittenpoortje
Het Brigittenpoortje is een laatgotisch hardstenen poortje ten zuidwesten van de Grote of Sint-Catharijnekerk in Brielle. 
Het poortje dateert uit het begin van de 16e eeuw en is in 1951 gerestaureerd. Het is rijk uitgevoerd met een ezelsrugboog. Het was het toegangspoortje tot het complex van de Brigittenbroeders, dat in 1492 werd gesticht. Dit klooster kwam niet tot bloei, mede doordat er meerdere kloosters in de stad waren, en werd in 1558 weer verlaten. Het poortje is het enige restant van het Brigittenklooster en tevens het enige wat overgebleven is van de vijf kloosters binnen de wallen van de stad Brielle. 

## Afbeeldingen

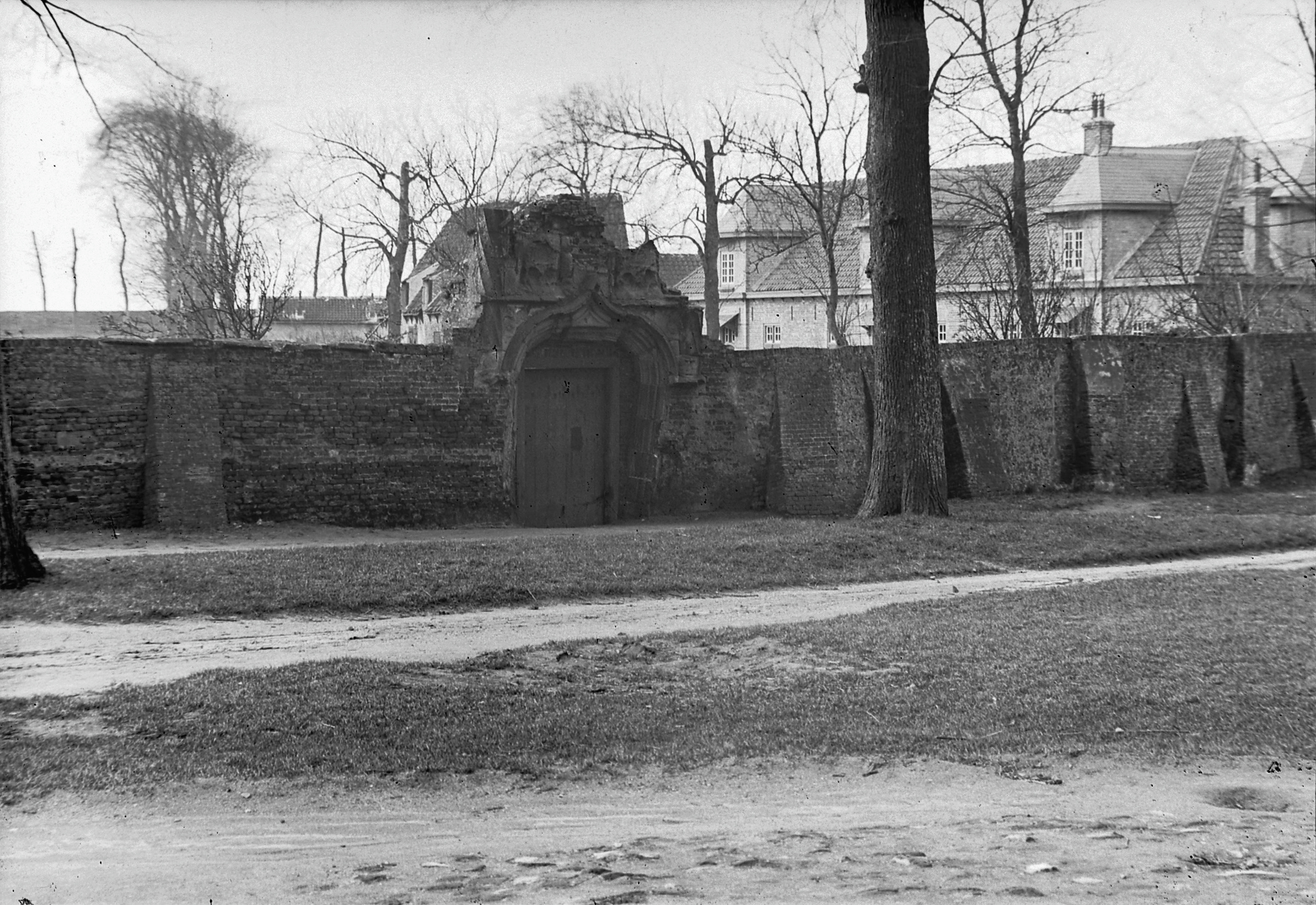
1908
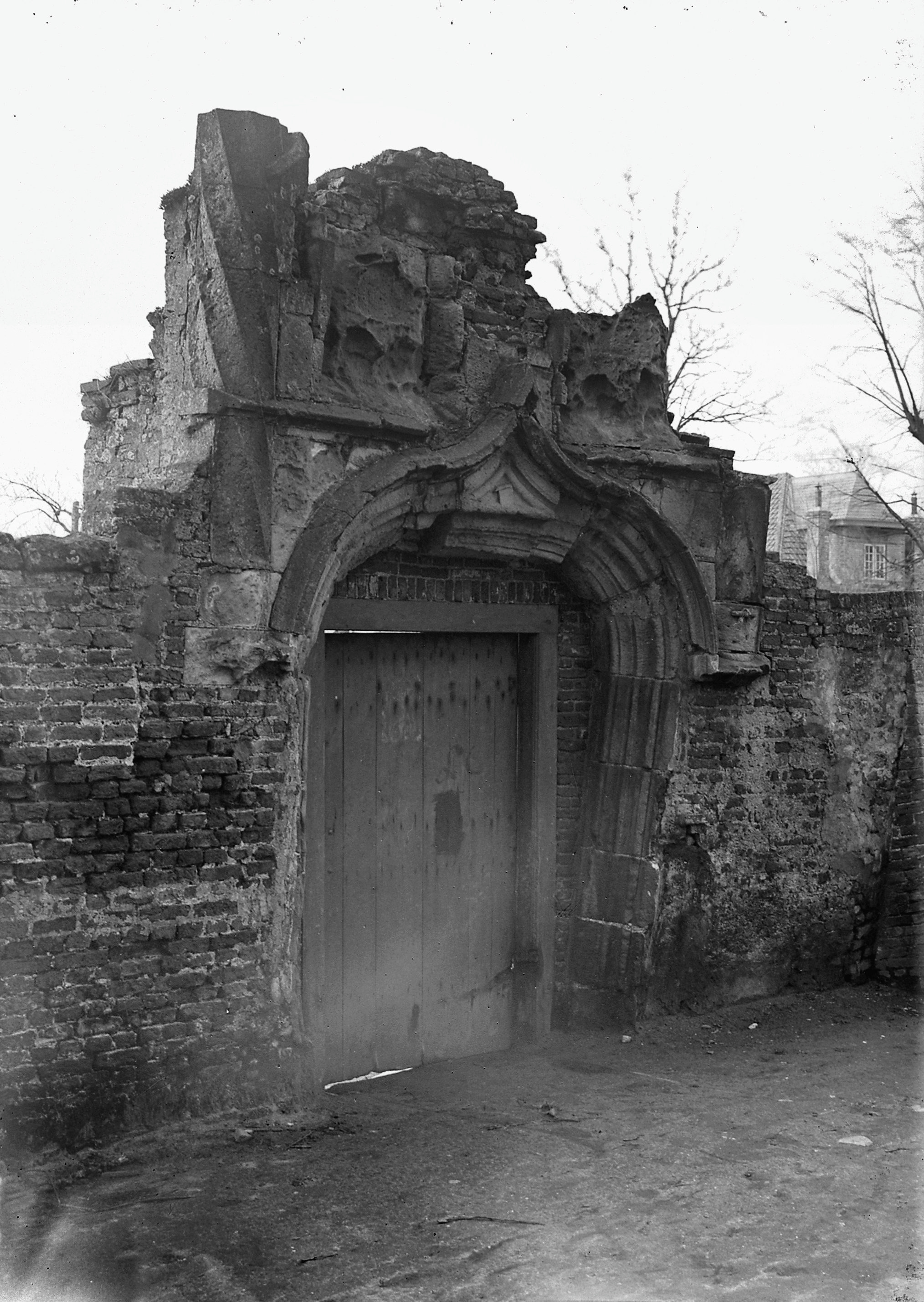
1908
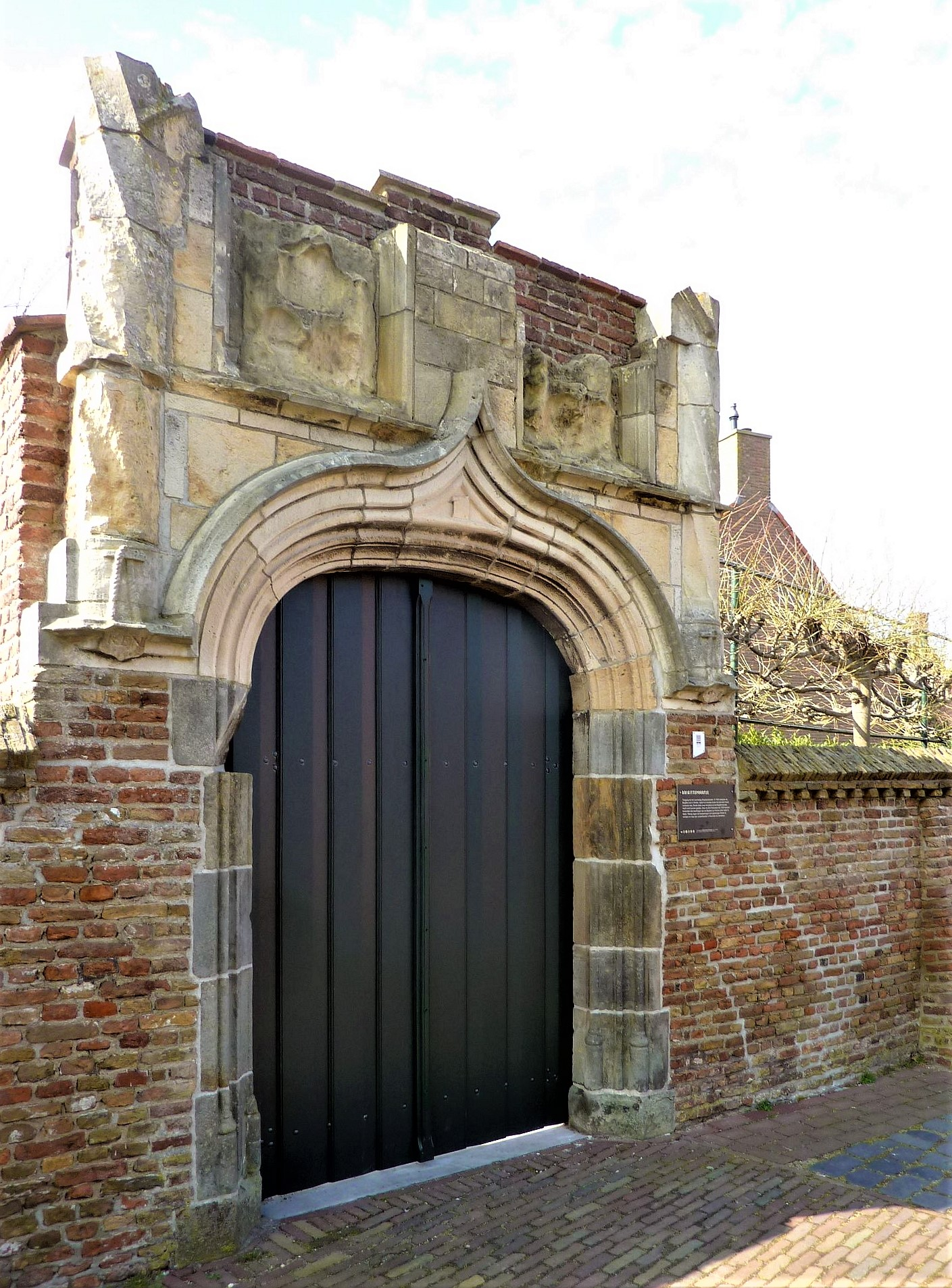
2018